# Siemovit de Dobrzyń
 (août 2024).
Si vous disposez d'ouvrages ou d'articles de référence ou si vous connaissez des sites web de qualité traitant du thème abordé ici, merci de compléter l'article en donnant les références utiles à sa vérifiabilité et en les liant à la section « Notes et références ».
Siemovit de Dobrzyń (en polonais Siemowit dobrzyński ou Ziemowit dobrzyński), de la dynastie des Piasts, est né vers 1265 et décédé vers 1312. Il est le fils cadet de Casimir Ier de Cujavie et de sa troisième épouse Euphrosyne d’Opole.
Avec ses frères, il devient duc de Brześć Kujawski et Dobrzyń nad Wisłą en 1267. Vers 1287, il obtient le duché de Dobrzyń où il règne seul. De 1293 à 1295, il vit en captivité en Lituanie. En 1300, il devient le vassal de Venceslas II. De 1303 à 1305, il est privé de son duché. En 1306, il récupère son duché qui devient un fief polonais protégé par Ladislas Ier le Bref.

## Biographie
À la mort de son père en 1267, Siemovit se retrouve sous la protection de sa mère qui assure la régence dans le duché de Brześć Kujawski et Dobrzyń nad Wisłą jusqu’en 1275. Vers 1287, le duché est divisé et Siemovit devient le duc de Dobrzyń. Souverain de ce duché frontalier, il affronte des incursions lituaniennes. Il est capturé en 1293. Il réussit à s’enfuir de sa prison lituanienne en 1295. Pendant son absence, c’est son frère Ladislas le Bref qui a gouverné le duché.
Après sa libération, Siemovit épouse Anastasia, la fille de Léon de Galicie. En 1300, Ladislas est chassé du pays par Venceslas II qui se fait couronner roi de Pologne. Siemovit se rallie au nouveau roi et lui rend un hommage de vassalité. Cette politique de soutien inconditionnel à Venceslas n’est pas acceptée par les sujets de Siemovit. En 1303, il est écarté du pouvoir, par un coup d’État fomenté par son neveu Lech d’Inowrocław, et remplacé par Przemysl d'Inowrocław. Lorsqu’il récupère son trône en 1305, il rejoint le camp de son frère Ladislas le Bref. 
Siemovit entretient de bonnes relations avec ses voisins, les Chevaliers teutoniques. Lorsque le Brandebourg envahit la Poméranie de Gdańsk, il fait appel à leur aide pour repousser l’envahisseur.  
En 1310, un anathème est lancé contre Siemovit et sa famille, à la suite du refus du duc de verser la dîme à l’Église. Celui-ci ne sera levé qu’en 1316, après la mort de Siemovit.

## Décès et descendance
Siemovit est, sans doute, mort en 1312. De son mariage avec Anastasia, il a eu trois fils : Lech, Ladislas et Boleslas. Ses fils étant trop jeunes pour régner, Anastasia et Ladislas le Bref assure la régence.